# Archaeotetraodon zafaranai
Archaeotetraodon zafaranai J.Tyler & G.Carnevale, 2010 è un pesce palla fossile appartenente alla famiglia Tetraodontidae rinvenuto nella roccia tripolacea di monte Gibiliscemi e risalente al Miocene superiore (Messiniano). L'esemplare (olotipo), lungo 21,5 cm, in ottimo stato di conservazione, si trova presso il Dipartimento di Geologia dell'Università di Pisa. Parte della controimpronta è esposta nel Museo Didattico di Storia Naturale di Niscemi.
La specie prende il nome del naturalista Salvatore Zafarana.
La specie, risalente a circa 6 milioni di anni, viveva in mari più caldi di quelli attuali e in ambienti mediamente profondi con tasso di ossigeno moderato e in associazione con varie specie di pesci lanterna (Myctophydae), pesci ago (Sygnathidae) e pesci simili ai barracuda (Paralepididae). La sua primitività è testimoniata dalla presenza di microscopiche spine bifide. Il corpo si presentava molto slanciato, contrariamente agli attuali pesci palla, con colonna vertebrale diritta formata da 22 vertebre. Mancava di pinna ventrale e la base della pinna dorsale si presentava più estesa di quella anale. La pinna codale era arrotondata. 